# Bandera de Torrelles de Foix
La bandera oficial de Torrelles de Foix té la descripció següent: 
Bandera apaïsada de proporcions dos d'alt per tres de llarg, de color blau clar, amb dues torres negres obertes, cadascuna d'altura 7/28 de la del drap i d'amplada 1/21 de la llargària del mateix drap, separades per un espai del mateix gruix, i tres estrelles blanques de vuit puntes, de diàmetre 1/21 de la llargària del drap, la superior situada a 1/28 de la vora superior i a 3/21 de l'asta; les altres dues, situades sobre les torres i separades d'aquestes per sengles espais d'1/28. Tot el conjunt centrat sobre el primer terç vertical i a la meitat superior del drap.
Va ser aprovada el 10 de juny de 1997 i publicada al DOGC el 3 de juliol del mateix any amb el número 2425.